# Juha Seppälä
Juha Seppälä (* 9. ledna 1956 Karvia) je finský prozaik, autor románů, novel, povídek a rozhlasových her a sloupkař deníku Aamulehti žijící v Pori. Ve své tvorbě zobrazuje vážná, ponurá a tragická témata ze života často s podtextem kritiky společnosti, ale je mu vlastní i černý humor a satira.
Seppälä je mimo jiné nositelem Ceny Kalevi Jäntina (Kalevi Jäntin palkinto 1988), Státní literární ceny (Kirjallisuuden valtionpalkinto 2000) a Runebergovy ceny (Runeberg-palkinnto 2001). Díla Švihadlo a Super Market byla nominovaná na cenu Finlandia (Finlandia-palkinto).
Svá díla vydává ve vydavatelství WSOY.

## Dílo
- Seznam děl v Souborném katalogu ČR, jejichž autorem nebo tématem je Juha Seppälä
- 1986 Torni (Věž), novela
- 1987 Taivaanranta (Obzor)
- 1988 Silta (Most), miniromán
- 1989 Riikinkukon sulka (Paví pero), novela
- 1990 Hyppynaru (Švihadlo, česky 1996 v překladu Vladimíra Piskoře, ISBN 80-85769-72-7), miniromán
- 1991 Super Market, sbírka povídek
- 1992 Luru, miniromán
- 1993 Lähtösavut, novela
- 1994 Sydänmaa (Divočina), román
- 1995 Tunnetteko tyypin?
- 1996 Jumala oli mies (Bůh byl muž), román
- 1998 Suomen historia (Finská historie)
- 1999 Kuun nousu ja lasku (Východ a západ měsíce), román
- 2000 Suuret kertomukset (Velké příběhy, česky 2003 v překladu Vladimíra Piskoře, ISBN 80-86515-26-5), sbírka povídek
- 2001 Oikku ja vapaus (Rozmar a svoboda), výbor novel
- 2002 Yhtiökumppanit, román
- 2004 Routavuosi, román
- 2004 Mitä sähkö on? (Co je elektřina?), novela
- 2006 Ei kenenkään maa (Země nikoho), román